# Rincón de la Victoria (Bolivia)
El Rincón de la Victoria es una comunidad ubicada en el departamento de Tarija, Bolivia, situada a aproximadamente 18 kilómetros de la ciudad de Tarija. Se caracteriza por su entorno natural, su valor histórico, y su relevancia como punto de abastecimiento de agua para la capital departamental. Forma parte de la Reserva Biológica de la Cordillera de Sama y combina funciones ecológicas, productivas, patrimoniales y turísticas.

## Ubicación y descripción geográfica
El Rincón de la Victoria se encuentra en la provincia Méndez, municipio de San Lorenzo, a una altitud aproximada de 2.096 metros sobre el nivel del mar. Está cercano a los poblados de Coimata y al barrio Condominio Villa Linda. El área forma parte de la Reserva Biológica de la Cordillera de Sama, caracterizada por sus formaciones montañosas, bosques de pinos y otras especies nativas, y zonas con vegetación densa. El clima es templado y presenta condiciones frescas incluso en días soleados debido a la cobertura forestal. Su paisaje natural está compuesto por contrastes topográficos y una notable variedad vegetal.

## Características e importancia
Una de las principales funciones del Rincón de la Victoria es el abastecimiento de agua para la ciudad de Tarija, ya que en su territorio se encuentran tomas de agua que alimentan el sistema urbano. A pesar de su rol en el suministro, la comunidad local ha tenido periodos de escasez del recurso para uso propio, situación que ha generado demandas de compensación a través de proyectos de riego que permitan fortalecer la producción agrícola local.
El lugar también posee valor histórico. A principios del siglo XX, durante la gestión del alcalde Isaac Attie, se gestionó un préstamo internacional para ejecutar obras de infraestructura, entre las cuales figura la toma de agua del Rincón de la Victoria, actualmente en funcionamiento. Además, el área se asocia con el legado del Marqués de Tojo, Juan José Fernández Campero de Herrera, figura vinculada a procesos misionales y educativos en el período colonial.
En la actualidad, algunas familias de la comunidad impulsan una ruta de turismo agroecológico denominada "Los Encantos de La Victoria". Esta ruta incluye visitas a huertas familiares, producción de derivados lácteos, mermeladas, infusiones, medicina tradicional, y espacios de interpretación cultural. También se ofrecen servicios de gastronomía y alojamiento rural, además de actividades de turismo de naturaleza y aventura como trekking y rapel.
El sitio alberga iniciativas como la construcción de una iglesia de inspiración chiquitana y un pequeño museo familiar que exhibe elementos representativos de la vida y cultura regional. La visita al lugar está organizada por la comunidad, que limita la afluencia de visitantes para preservar el entorno.